# Monts de Madian
Les monts de Madian (en arabe : جِبَال مَدْيَن) sont une chaîne de montagnes du nord-ouest de l’Arabie saoudite. Ils sont considérés soit comme contigus des montagnes du Hedjaz au sud soit comme en faisant partie. Les montagnes du Hedjaz sont elles-mêmes considérées comme faisant partie des monts Sarawat,.

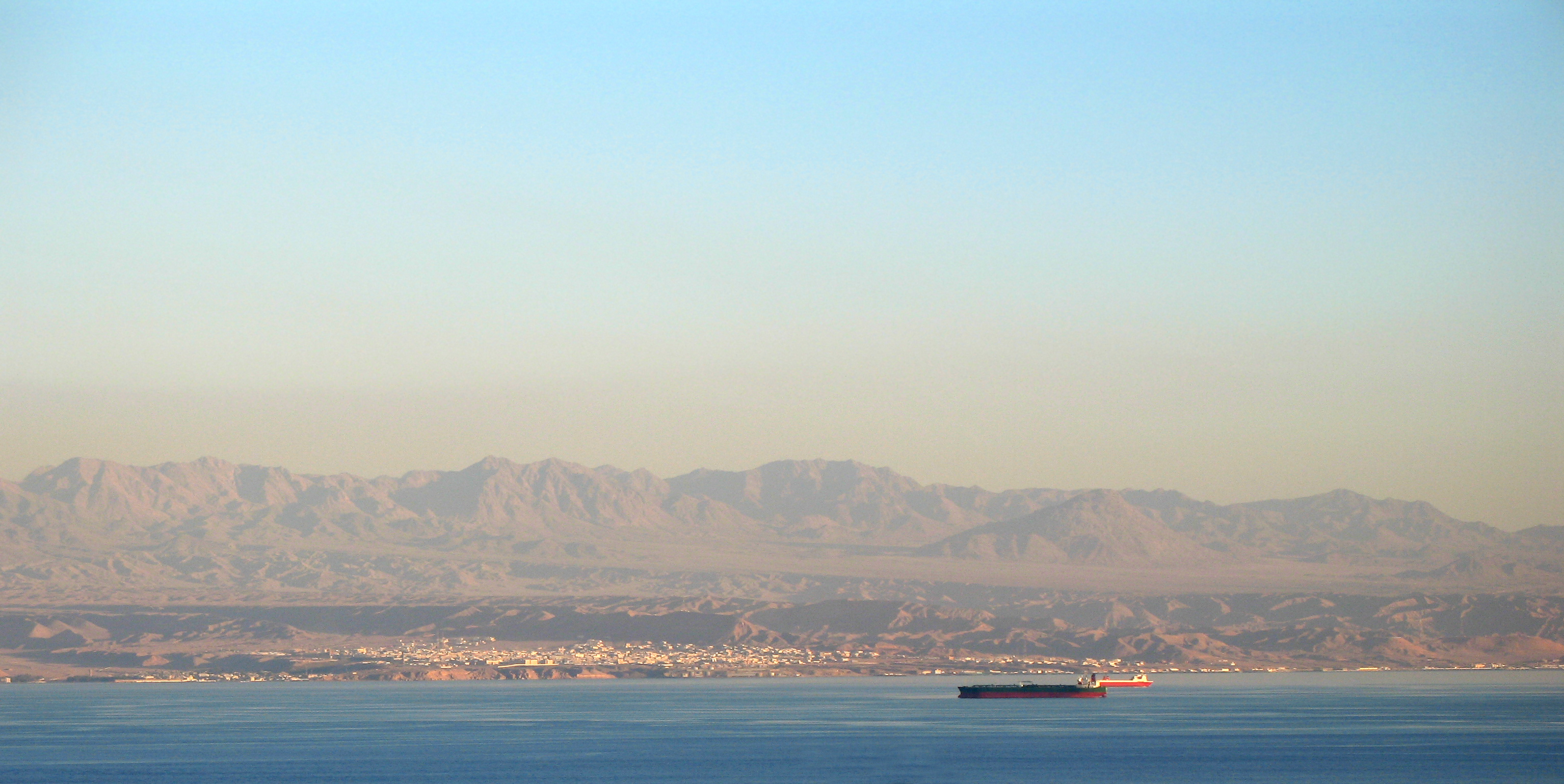
Montagnes de Haql sur le golfe d'Aqaba.
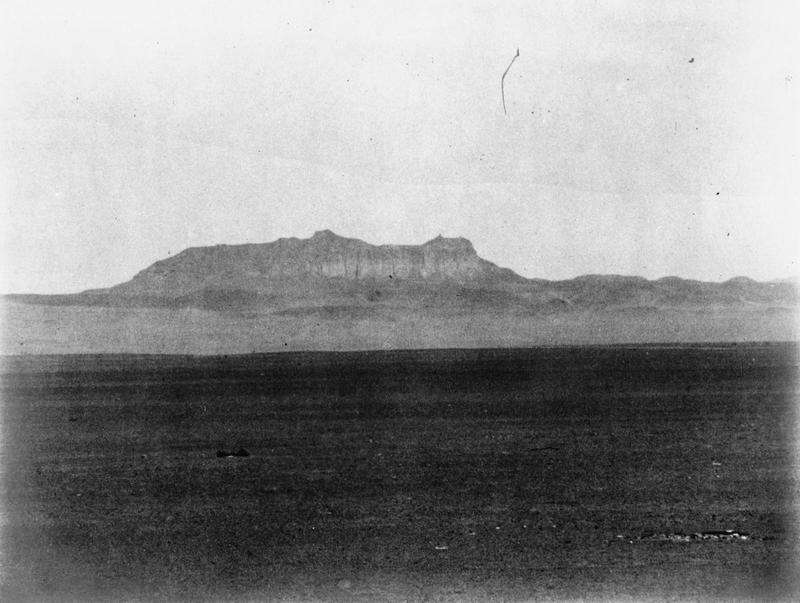
Montagne dans les monts de Madian associée à Mahomet et Lawrence d'Arabie. Mahomet aurait prié en haut de cette montagne et aurait été entendu à Tabuk, 60 km plus loin.
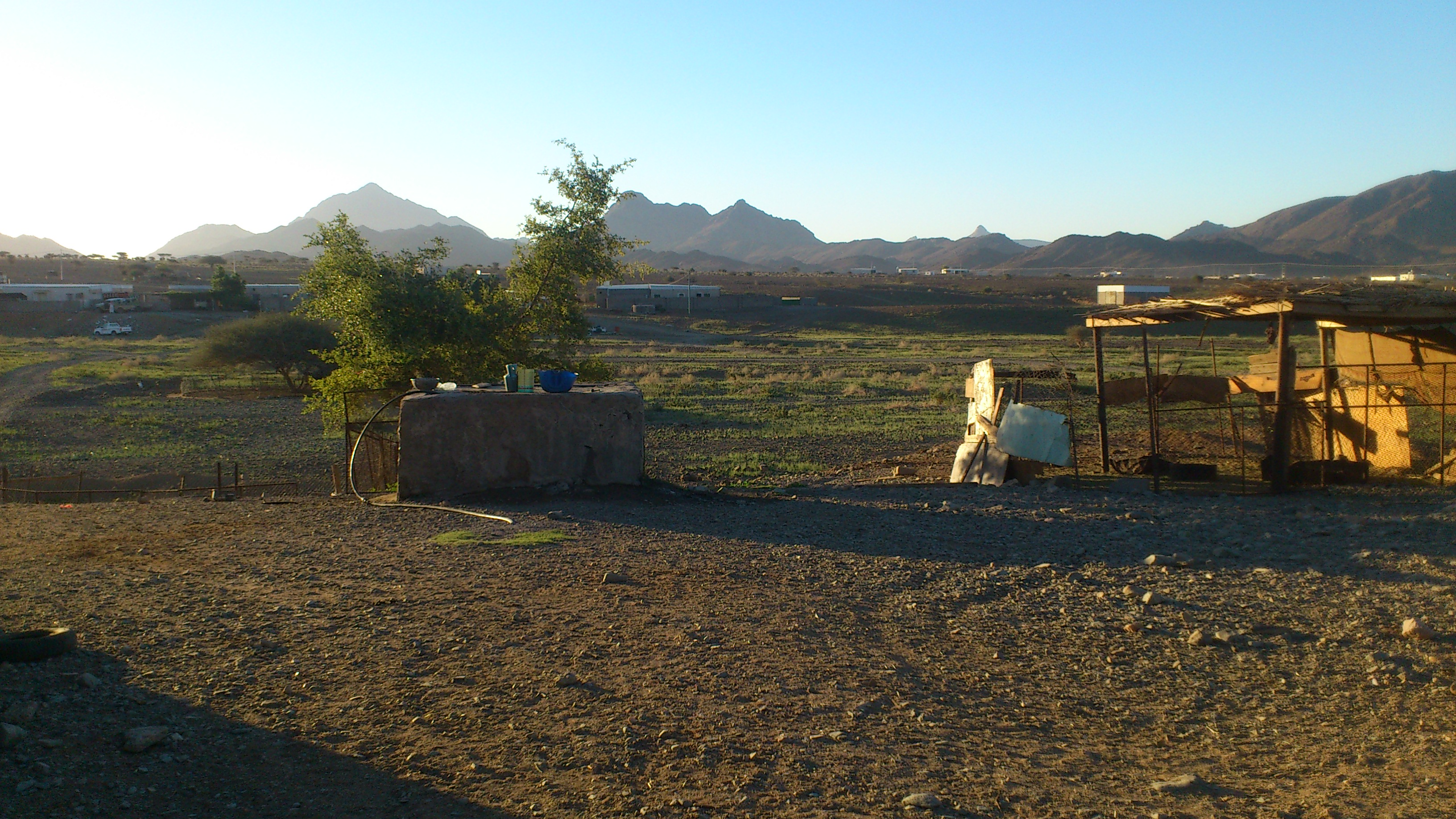
Vue des monts de Madian.